# 2e régiment mixte de Madagascar
Pour les articles homonymes, voir 2e régiment.
« 3e régiment de tirailleurs malgaches » redirige ici. Pour les autres significations, voir 3e régiment et régiment de tirailleurs malgaches.
Le 2e régiment mixte de Madagascar (2e RMM) est une unité militaire des troupes coloniales, rattachée à l'Armée de terre française et stationné sur l'île de Madagascar. Il est formé en 1903 sous le nom de 3e régiment de tirailleurs malgaches (3e RTM) et dissous en 1949 après avoir été réduit à un bataillon.

## Création et différentes dénominations
- 1903 : formation du 3e régiment de tirailleurs malgaches
- 1926 : devient bataillon de tirailleurs malgaches de Diégo-Suarez puis 2e régiment mixte de Madagascar
- 1942 : détruit au combat
- 1946 : nouvelle formation du 2e régiment mixte de Madagascar
- 1948 : devient 2e bataillon mixte de Madagascar
- 1949 : dissous

## Historique

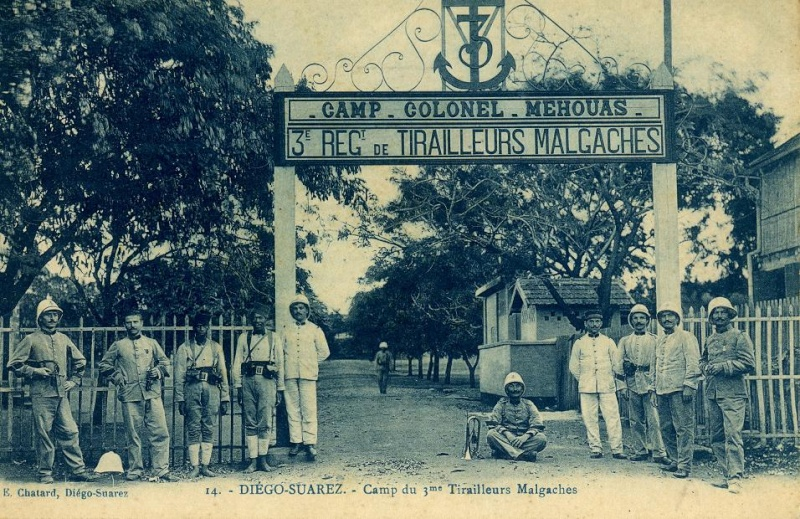
Entrée du camp du 3e RTM à Diégo-Suarez au début du siècle.

Le régiment est créé le 25 mars 1903 à Diégo-Suarez (aujourd'hui Antsiranana). Le régiment est particulièrement chargé de la défense du point d'appui de la flotte de Diégo-Suarez (baie de Diego-Suarez) En 1914, il compte trois bataillons à quatre compagnies. Pendant la Première Guerre mondiale, le régiment voit son effectif réduit à un seul bataillon.
Le 1er juin 1926, le 3e régiment de tirailleurs malgaches prend le nom de bataillon de tirailleurs malgaches de Diégo-Suarez. Il fusionne le 1er juillet 1926 avec le bataillon d'infanterie coloniale de Diégo-Suarez et forme le 2e régiment mixte de Madagascar,. Il compte deux bataillons, tous deux stationnés à Diégo-Suarez,.

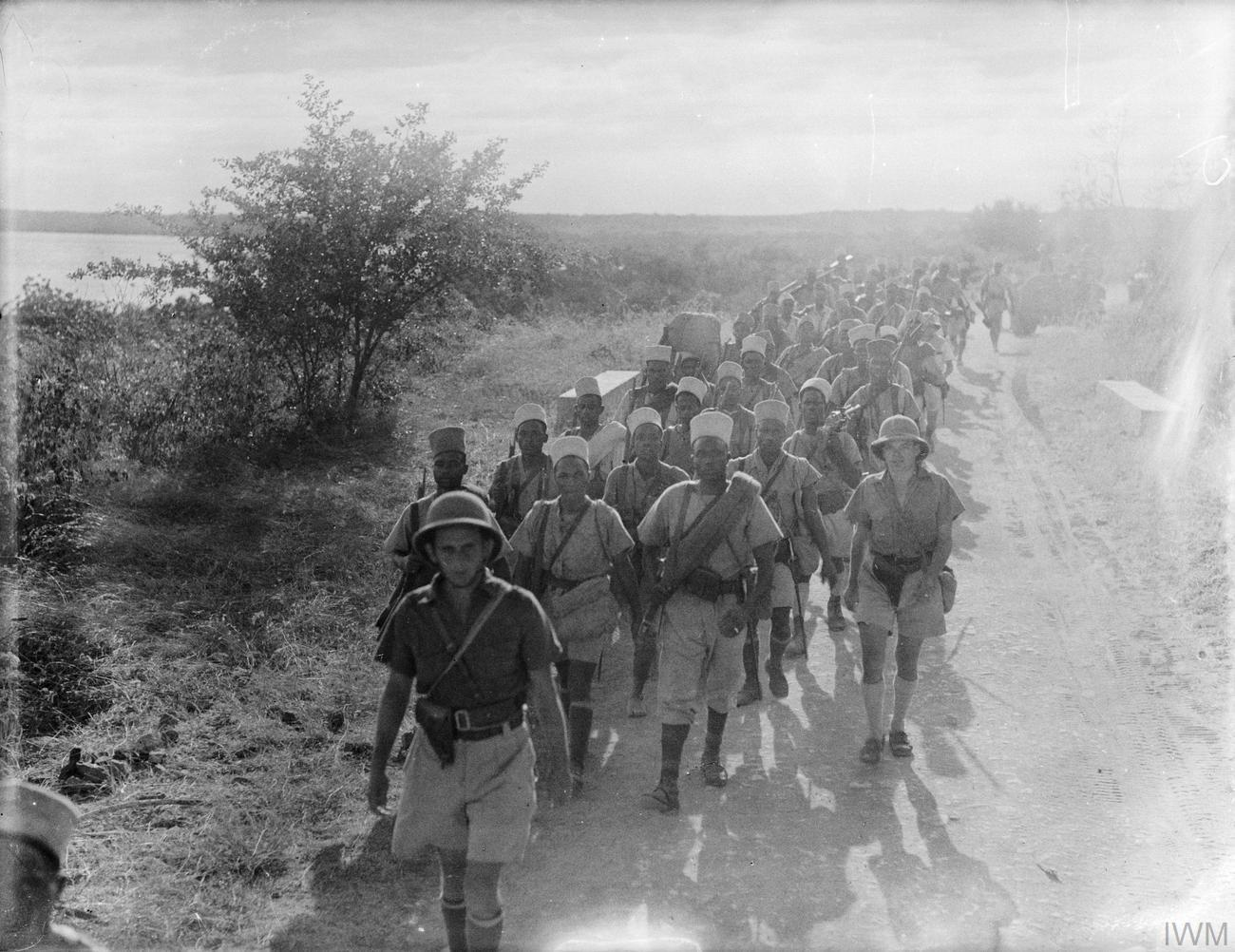
Des tirailleurs et cadres du 2e RMM après leur capture par les Britanniques en mai 1942.

Après le déclenchement de la Seconde Guerre mondiale, le 2e RMM reçoit deux bataillons supplémentaires. Il est détruit au combat lors de l'invasion britannique de Madagascar, le 10 mai 1942.
Le 2e RMM est recréé le 1er janvier 1946 à Diégo-Suarez à partir du 8e bataillon malgache et d'un bataillon de pionniers locaux. Il est partiellement transformé en unité d'infanterie motorisée en janvier 1947.
Il n'est pas directement impliqué dans l'insurrection malgache de 1947 mais fait face à quelques désertions en mars. Son recrutement devient uniquement français et sénégalais à cette époque. Devenu 2e bataillon mixte de Madagascar à Majunga le 1er janvier 1948, il est dissous le 31 mars 1949.

## Drapeau
Le 3e RTM reçoit son drapeau des mains du président Raymond Poincaré le 14 juillet 1913. Le drapeau du 2e RMM porte l'inscription Madagascar 1895.

## Insigne
- 1947 (2e RMM) : Tête de zébu, globe terrestre, ancre des troupes de marine[5],[9],

- 1948 (2e BMM) : ancre, carte de Madagascar, sagaie[9].

## Personnalités ayant servi au régiment
- Émile Coquibus (1874-1915), photographe militaire, au 3e RTM ;
- Pierre Moguez (1913-1982), compagnon de la Libération, au 2e RMM.